# Mischwesen

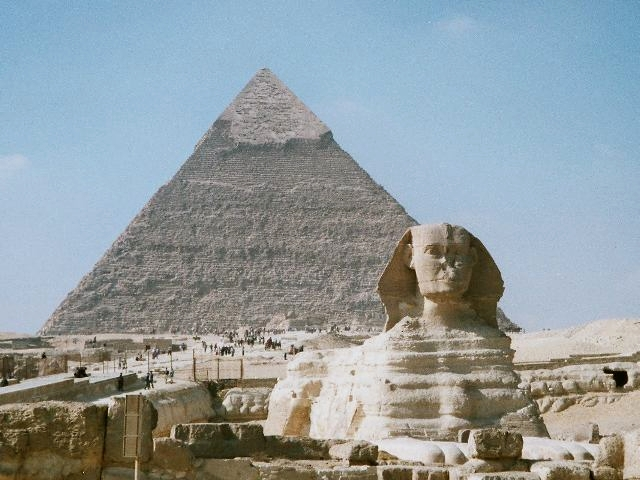
Sphinx von Gizeh

Mischwesen oder auch Chimären (nach Chimära, einem Mischwesen der griechischen Mythologie) sind fiktive Lebewesen, die sich aus Teilen von zwei oder mehr Lebewesen zusammensetzen.
Schon bei den ältesten Skulpturen, Zeichnungen und Felsritzungen der Menschheit kamen nicht nur Darstellungen von Tieren und Menschen, sondern auch von anthropozoomorphen Mischwesen aus Kombinationen von Mensch und Tier vor. Diese Darstellungsform hält bis in die ägyptische Hochkultur an, in der die Götter als Humanoide mit Tierköpfen dargestellt wurden.
Im archäologischen Sprachgebrauch werden abweichend vom allgemeinen Sprachgebrauch als „Monster“ Mischwesen mit Tierkörpern und Tierköpfen (z. B. Greif, Mantikor oder Drachen) bezeichnet, zumeist aber Tierkörper mit menschlichen Köpfen wie die oder der Sphinx (Menschenkopf und Löwenkörper), Zentauren (Menschenoberkörper und Pferdeleib) oder Meerjungfrauen (Frauenoberkörper und Fischunterleib).
Den Gegensatz bildet der Begriff „Dämon“, der ein theriokephales (tierköpfiges) Mischwesen mit mindestens menschlichen Beinen bezeichnet, so z. B. den Ziegendämon.

## Steinzeit

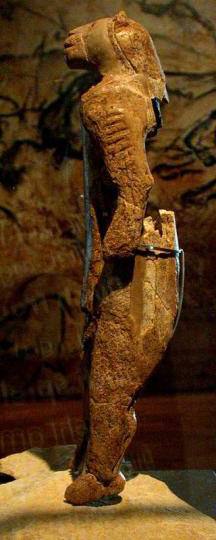
Der Löwenmensch aus dem Hohlenstein-Stadel, um 32.000 v. Chr.

Die ältesten steinzeitlichen Zeichnungen stellen ganz vereinzelt wahrscheinlich Dämonen, also tierköpfige Mischwesen dar. Es wird vermutet, dass sie die in Trance, Rausch oder Traum erlebte Verwandlung eines Schamanen in ein Tier darstellen (siehe Schamanische Reise) oder dass beim Tanz Tierschädel oder Tierköpfe als maskenhafte Kopfbedeckung getragen wurden. Möglich ist auch, dass dadurch die Zugehörigkeit der mit Tierkopf gezeichneten Menschen zu einem nach dem Tier bezeichneten Clan oder mit diesem Tier als Totem verbundenen Stamm gekennzeichnet werden soll. Bei steinzeitlich lebenden Menschen in Afrika und Nordamerika gab es bei einigen Stämmen bis in die Neuzeit zusätzlich zu den Stammestotems auch persönliche Totems von Einzelpersonen und Totems von Männerbünden wie Jäger- und Kriegergruppen. Schließlich ist auch möglich, dass hier ein Geistwesen oder Gott bzw. eine Göttin dargestellt wird. Vermutlich wurden im Lauf der Zeit Mischwesen aus vielen hier genannten Gründen gezeichnet.
In der eiszeitlichen Kunst sind Darstellungen von Tieren häufig, von Menschen selten und von Mischwesen noch seltener. Als älteste Darstellung eines Mischwesens gilt ein aus einem Mammutstoßzahn geschnitzter Mensch mit Löwenkopf aus dem Hohlenstein-Stadel im süddeutschen Lonetal, der zur archäologischen Kultur des Aurignacien (ca. 35.000 bis 22.000 v. Chr.) gehört. Siehe Hauptartikel Löwenmensch. In der Höhle von Lascaux findet sich eine Zeichnung eines Menschenkörpers mit Phallus, der einen Vogelkopf trägt.
Ein Steinbockkopf, der zweifelsfrei Schamdreieck und Vulva erkennen lässt, also mit einem Frauenkörper dargestellt ist, fand sich auf einem Hirschgeweihstab aus Las Caldas im spanischen Asturien. Das Stück stammt aber erst aus der Zeit um ca. 14.000 v. Chr. der Kultur des Magdalénien.
Auf einem Lochstab ebenfalls aus dem Magdalénien aus dem Abri Mège im französischen Département Dordogne fanden sich zwischen Pferden, Vögeln und Schlangen auch drei Wesen mit menschlichen Beinen und ziegenartigen Köpfen, die „Teufelchen“ genannt wurden.
Tierköpfige Mischwesen fanden sich unter den Höhlenmalereien in den Höhlen von Gabillou, Les Trois Frères, Fontanet, Altamira, Chauvet, Candamo, Pech-Merle, Los Casares, Les Combarelles und Hornos de la Pena.
In der erstgenannten Höhle von Gabillou fand sich die bekannte Gestalt eines Menschen mit Bisonkopf, die der „Zauberer“, „Le Sorcier“, genannt wird.
Stark vertreten in der nacheisenzeitlichen Kunst der Felsbilder in der Sahara waren hundeköpfige Menschen (z. B. im Messak-Gebirge in Libyen). Die Kynokephalen attackieren in den Bildern starke Tiere wie Nashörner, Büffel, Elefanten und Flusspferde.
Im nordwestlichen Saudi-Arabien fanden sich in der sogenannten Jubba-Felskunst wieder ziegenköpfige Gestalten mit Menschenkörpern.
Stark stilisierte Menschengestalten mit T-förmigen Köpfen und M-förmigen Köpfen, die an den Ziegendämon erinnern, wurden im westtürkischen Latmos-Gebirge im Umfeld der antiken Stadt Herakleia gefunden. Die tierischen Attribute bleiben lange erhalten. So gibt es noch Darstellungen, die Alexander den Großen mit Widdergehörn zeigen.
In der Kunst der Eiszeit und der frühen Nacheiszeit fanden sich in Europa, Afrika und Vorderasien ausschließlich Dämonen, also Mischwesen mit Menschenkörper, wenigstens aber, wenn sie einen Tieroberkörper haben, mit Menschenbeinen. Es wurde noch kein Wesen mit Tierkörper und Menschenkopf aufgefunden. Viele der tierköpfigen Menschen, darunter der älteste, der Löwenköpfige vom Hohlenstein-Stadel bei Ulm (siehe Abbildung rechts/oben), und der bisonköpfige „Zauberer“ von Trois-Frere, scheinen zu tanzen. Bei einigen glaubt man den Gebrauch von Flöten zu erkennen. Deshalb gehen die meisten Steinzeitforscher davon aus, dass es sich hier nicht um mit Tierschädeln geschmückte Menschen handelt, sondern um Schamanen, die sich mittels Tanz in Trance versetzen, um sich in Tiere zu verwandeln und so mit der jenseitigen Welt in Kontakt zu treten. Aus diesem Grund würden auch manchmal die Füße nach der Art des jeweiligen Tieres dargestellt. So findet sich in der Höhle von Altamira ein nach Menschenart aufgerichtetes Wesen mit Vogelkopf, menschlichen Armen und menschlichem Phallus, aber mit den Füßen eines Bären.

## Ägypten

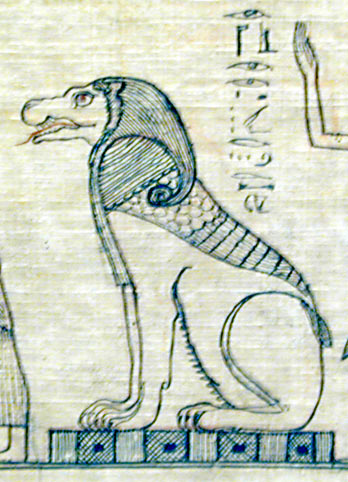
Ammit

Reich an Mischwesen ist die Mythologie Ägyptens.
Am bekanntesten ist die Sphinx mit dem Körper eines männlichen Löwen und zumeist mit einem Menschenkopf. Daneben waren auch Widder-, Falken- und Sperberköpfe gebräuchlich.
Ammut oder Ammit, eine Gottheit der ägyptischen Mythologie, setzt sich aus den größten und gefährlichsten Tieren Ägyptens zusammen: dem Kopf eines Krokodils, dem Vorderkörper eines Löwen und dem Hinterteil eines Nilpferds. Sie hat den Beinamen „große Fresserin“, übersetzt: „Fresserin der verurteilten Toten“, da sie im Laufe des Totengerichts die Herzen der Verstorbenen frisst, wenn ihre Seelen von Sünde belastet sind. Die Seelen können dann nicht weiter existieren.

## Babylonisches und Akkadisches Reich
Die Babylonier glaubten nicht nur an Götter, sondern an diesen unterstellte, oft bösartige Mischwesen. Dazu gehörten die weiblichen Unheilbringer Rabisu (Rabasa?) und Lamaštu, aber auch Fisch-Mensch-Wesen wie der Kulturbringer Oannes.

## Griechenland

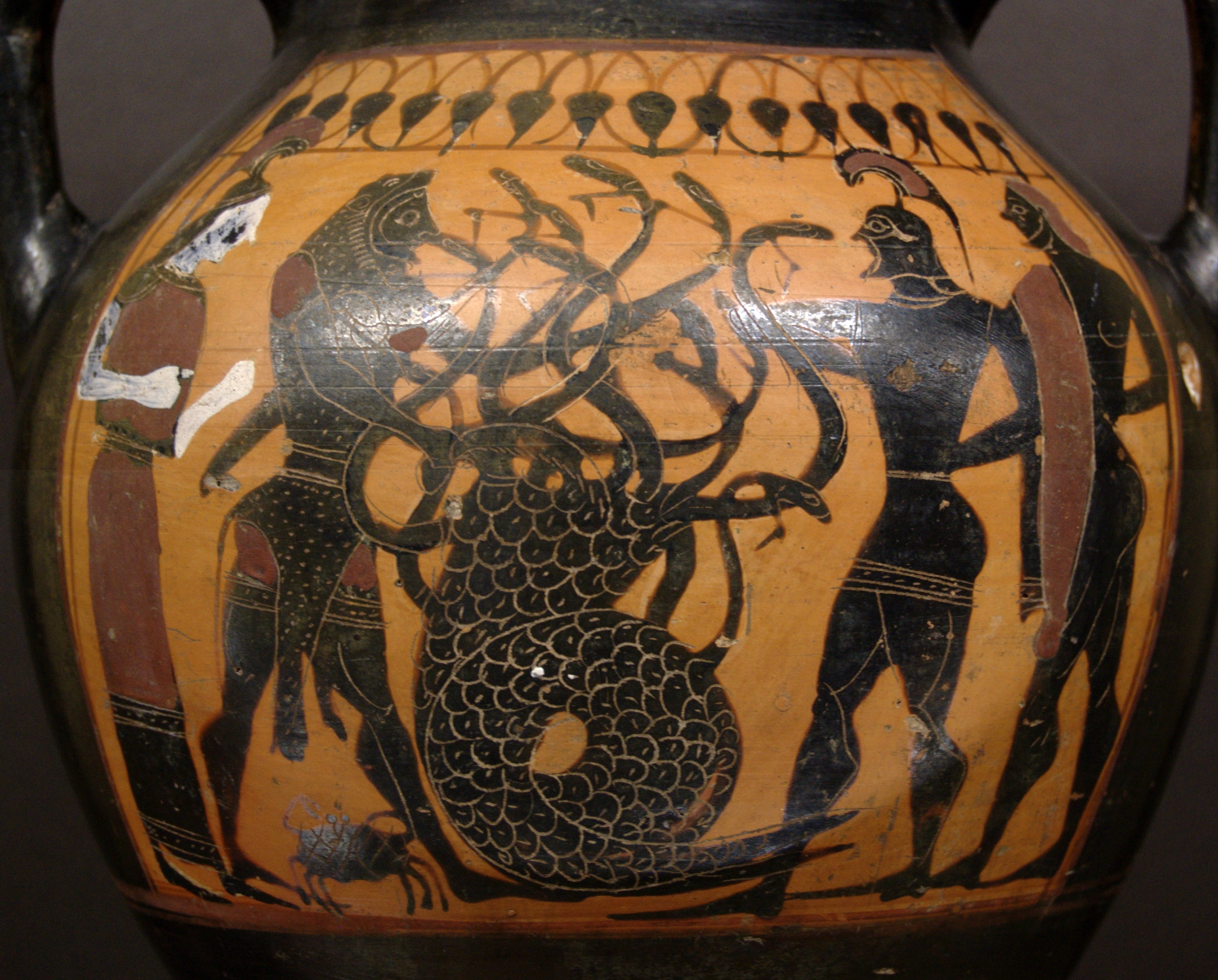
Herakles und die Lernäische Hydra, Attische Vase 540–530 v. Chr.; Musée du Louvre, Paris

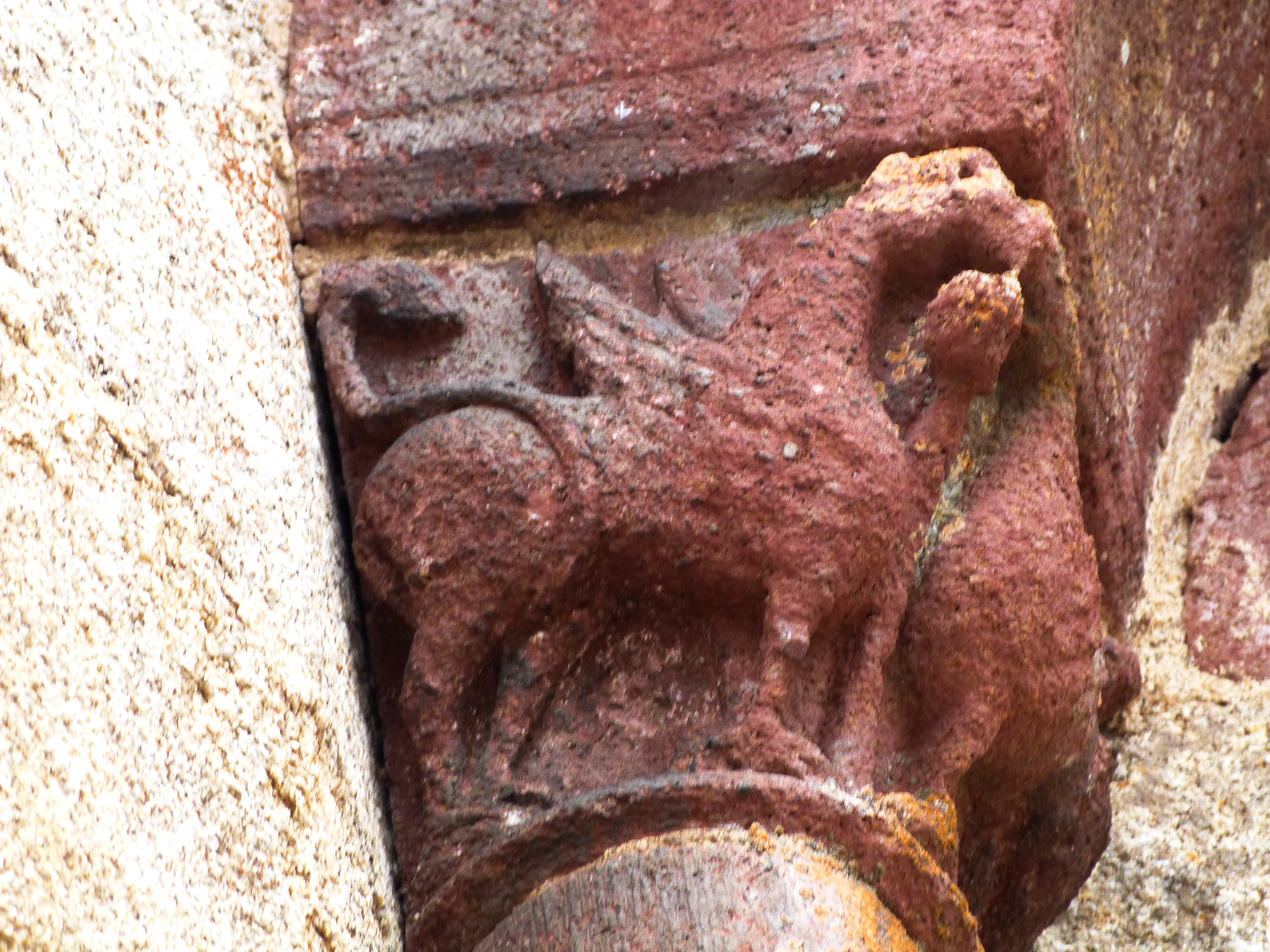
„Leogryph“

In der griechischen Mythologie war die Chímaira eine Tochter der Ungeheuer Echidna und Typhon, ihre Geschwister waren die Hydra, der Kerberos und die Sphinx. Sie lebte in dem Ort Chimaira in Lykien, wo sie Mensch und Tier bedrohte.
Homer beschreibt sie in der Ilias als feuerspeiendes Mischwesen mit drei Köpfen: dem eines Löwen, im Nacken dem einer Ziege, und als Schwanz hat sie den Kopf einer Schlange oder den eines Drachen. König Iobates gab Bellerophon, einem Enkel des Sisyphos, den Auftrag, die Chimära zu töten. Hierzu stellte ihm eine griechische Gottheit (Athene oder Poseidon) ihrerseits ein Mischwesen, das geflügelte Pferd Pegasus, zur Verfügung: Aus der Luft konnte er die Chimära mit seinen Pfeilen erlegen. König Iobates freute sich darüber so sehr, dass er dem Bellerophon seine Tochter zur Frau gab.
Von der Chimära ausgehend, wurde der Begriff Chimäre auf andere Mischwesen ausgedehnt. Abgesehen davon brachte die griechische Mythologie die bekanntesten Mischwesen ins Bewusstsein des Abendlandes, wie die aggressiven Zentauren und Harpyien, gefährliche Mantikore und die sanftmütigen geflügelten Pferde Pegasus und Celeris.

## Rom
Die Kenntnis der griechischen Mischwesen wurde den Römern durch die jahrhundertelang in Italien bestehenden griechischen Kolonien und die Etrusker vermittelt. So wurden in der römischen Mythologie z. B. die Faunen später mit den griechischen Satyrn, den Begleitern des Pan, gleichgesetzt.

## Mittelalter
Die romanische Kunst des Hochmittelalters ist voll von Mischwesen aller Art – so die Tympana der ehemaligen Abteikirchen von Beaulieu-sur-Dordogne und Carennac. Beliebt waren vor allem Kombinationen von Löwe und Greif („Leogryph“).

## Asien

### Japan
Im japanischen Volksglauben gibt es die Nue mit dem Kopf eines Affen, dem Körper eines Tanuki, den Beinen eines Tigers und einer Schlange als Schwanz.

## Amerika

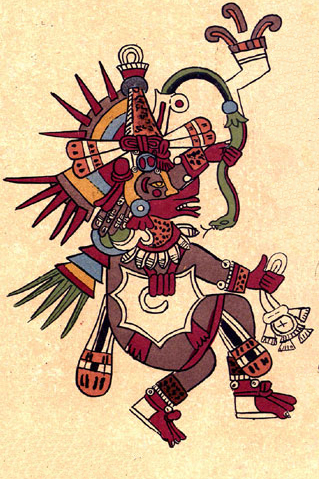
Quetzalcoatl. Codex Borbonicus, 16. Jahrhundert

In alten amerikanischen Mythen spielen Mischwesen eine Rolle, die einen Schlangenleib besitzen, so auch bei den Inka. In Mesoamerika wurde insbesondere die gefiederte Schlange Quetzalcoatl als oberster und Schöpfergott verehrt; teils trägt er auch menschliche Züge und einen Bart.
Auch Mischwesen aus Mensch und Raubkatze finden sich häufig in Kunst und Mythologie, so der Jaguarmensch bei den Olmeken. Die Mythen der nordamerikanischen Algonkin-Völker berichten von einem mächtigen geschuppten Unterwasserpanther oder -luchs Mishipeshu.

## Liste von Mischwesen
Fabelwesen altorientalischer Kulturen:
- Greif

Ägyptische Mythologie, siehe Liste ägyptischer Götter:
- Ammit

Griechische Mythologie:
- Gorgonen
- Harpyie
- Ichthyokentauren
- Kentaur
- Minotauros
- Pan
- Satyr
- Sphinx

Römische Mythologie:
- Faun

Iranische Mythologie:
- Mantikor
- Simorgh

Indische Mythologie:
- Yali

Japanische Mythologie:
- Nue

Mesoamerikanische Mythologie:
- Quetzalcoatl

Mittelalterliche Fabelwesen:
- Basilisk
- Hippogryph
- Meerjungfrau und Wassermann
- Melusine

Sonstige Fabelwesen:
- Wolpertinger
- Rasselbock

Neuzeitliche Kunst:
- Furry
- Cartoons wie Mickey Mouse, Donald Duck
- Animationsfilme vor allem für Kinderpublikum

## Menschtiermischwesen in der traditionellen Fastnacht

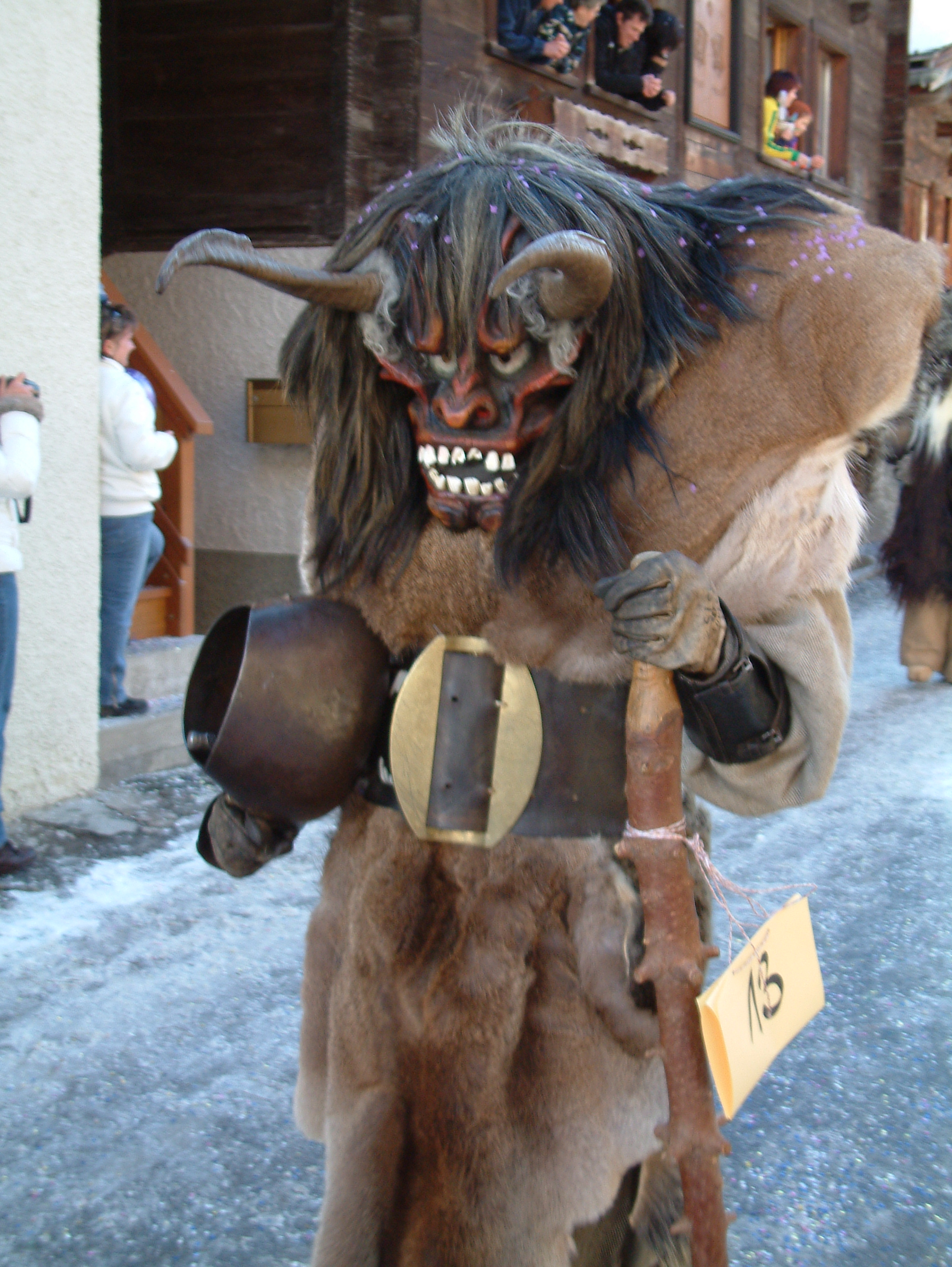
Tschäggättä (Schweizerdeutsch für „[Bunt] Gescheckter“) im Lötschental
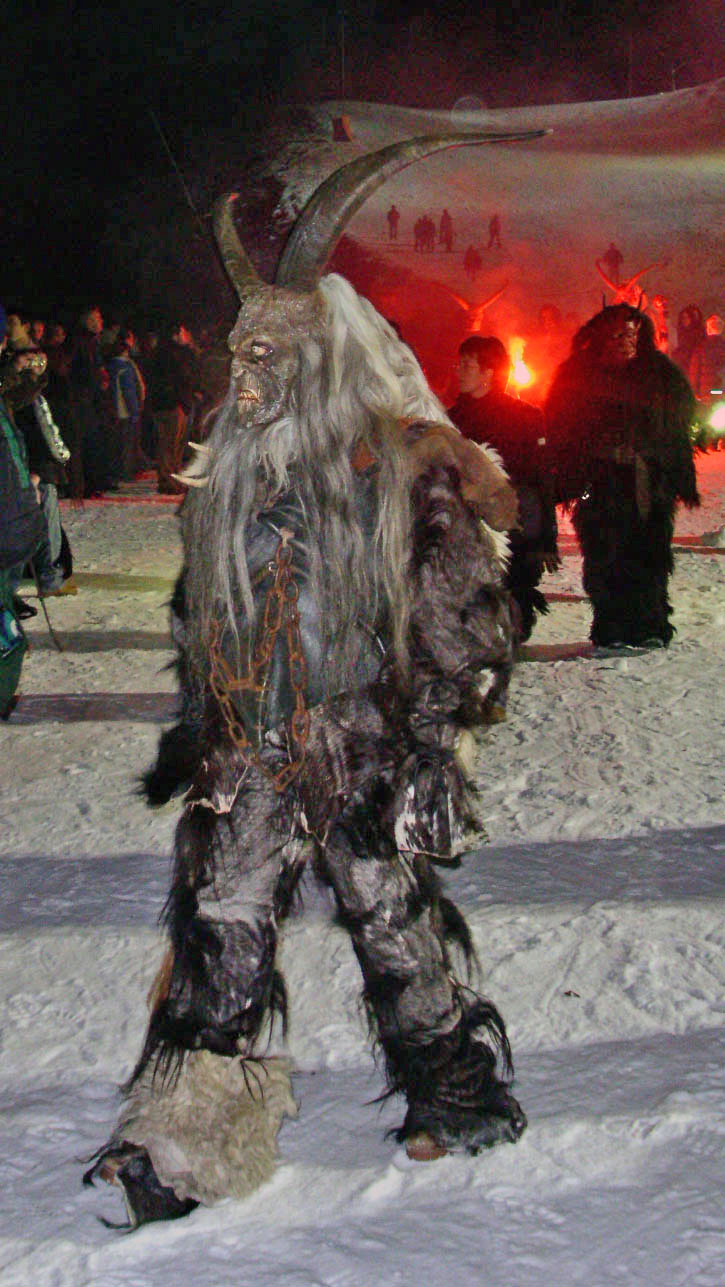
Perchtenlauf in Klagenfurt

## Mischwesen in Film und Kunst
Mischwesen treten nicht nur in klassischen Märchen, Fabeln und Schauergeschichten auf, sondern sind auch in diversen Filmen aus den Bereichen Fantasy, Horror und Body-Horror präsent.
Einige Beispiele:
- Die kleine Meerjungfrau war als Märchenfigur außerdem die Vorlage für zahlreiche Verfilmungen
- In Das Ding aus einer anderen Welt (1982) (und der Fortsetzung von 2011) morphen unterschiedliche Lebensformen zu abstoßenden Kreaturen[1]
- In Die Fliege (1986) erleben die Zuschauer eine Verwandlung von einem Menschen in ein Insekt
- In dem Cyberpunkfilm Tetsuo: The Iron Man (1989) verwandelt ein Mann sich in eine Mensch-Maschine
- Gollum aus Der Herr der Ringe (ab 2001)
- Splice – Das Genexperiment (2009) zeigt ein Mischwesen aus Mensch mit einem Säugetier, einer Amphibie und einem Vogel, mit einer Stachelspitze am Schwanz.[2]
- In Gods of Egypt (2016) treffen die Protagonisten auf eine rätselstellende Sphinx[3]
- In Animalia (2023) verwandeln Menschen sich durch Mutationen zu Reptilien, Rieseninsekten oder seltsamen Säugetier-Hybriden[4]